# سالفورد
سالفورد (به انگلیسی: Salford) یکی از شهرهای منطقهٔ منچستر بزرگ در شمال غرب انگلستان است. جمعیت این شهر در سال ۲۰۱۸ بالغ بر ۲۵۴٬۴۰۸ نفر ارزیابی شده‌است.
سالفورد شهرهای کوچک‌تری نظیر آیرلیم، اسوینتون، اکلس و ویلکدن را در پیرامون خود جای داده که به‌جز آیرلیم، هرکدام از این شهرها بیش از ۳۵٬۰۰۰ نفر جمعیت دارند.